# Jaap Eden Trofee 1977
7e Jaap Eden Trofee 1977 was een schaatsmarathon. Het is de zevende editie van de Jaap Eden Trofee die werd gehouden op zondag 30 oktober 1977 en plaatsvond op de Jaap Edenbaan in Amsterdam. Er was nog geen editie voor de vrouwen. De winnaar van de zesde editie is Rien de Roon, het zilver was voor Jeen van den Berg en het brons voor Co Giling.

## Podia
| Klasse             | Eerste       | Tweede            | Derde     |
| ------------------ | ------------ | ----------------- | --------- |
| Top-divisie mannen | Rien de Roon | Jeen van den Berg | Co Giling |

## Uitslag Top-divisie mannen[1]
| #      | Rijder               | Nationaliteit | Ploeg | Ronde |
| ------ | -------------------- | ------------- | ----- | ----- |
| Goud   | Rien de Roon         | Nederland     |       |       |
| Zilver | Jeen van den Berg    | Nederland     |       |       |
| Brons  | Co Giling            | Nederland     |       |       |
| 4      | Albert Weijs         | Nederland     |       |       |
| 5      | Jan Roelof Kruithof  | Nederland     |       |       |
| 6      | Jos Pronk            | Nederland     |       |       |
| 7      | Arie Eriks           | Nederland     |       |       |
| 8      | Marten Hoekstra      | Nederland     |       |       |
| 9      | Bennie van der Weide | Nederland     |       |       |
| 10     | Marcel Pennings      | Nederland     |       |       |
| 11     | Herman Fokker        | Nederland     |       |       |
| 12     | Jaap Jonkman         | Nederland     |       |       |
| 13     | Henk Portengen       | Nederland     |       |       |
| 14     | Wim Vos              | Nederland     |       |       |
| 15     | Egbert Vossebelt     | Nederland     |       |       |

1971 · 
1972 · 
1973 ·
1974 · 
1975 · 
1976 · 
1977 · 
1978 · 
1979 · 
1980 · 
1981 · 
1982 · 
1983 · 
1984 · 
1985 · 
1986 · 
1987 · 
1988 · 
1989 · 
1990 · 
1991 · 
1992 · 
1993 · 
1994 · 
1995 · 
1996 · 
1997 · 
1998 · 
1999 · 
2000 · 
2001 · 
2002 · 
2003 · 
2004 · 
2005 · 
2006 · 
2007 · 
2008 · 
2009 · 
2010 · 
2011 · 
2012 · 
2013 · 
2014 · 
2015 · 
2016 · 
2017 · 
2018 · 
2019 · 
2020 ·  
2021 · 
2022 · 
2023 · 
2024